# Dwór Kaczorówka
Dwór Kaczorówka – zespół dworski znajdujący się w Krakowie, przy ul. Kaczorówka 10. Został wpisany do rejestru zabytków nieruchomych województwa małopolskiego.
W skład obiektu wchodzą: dwór wybudowany po 1875 roku, zabudowania gospodarcze oraz ogród.

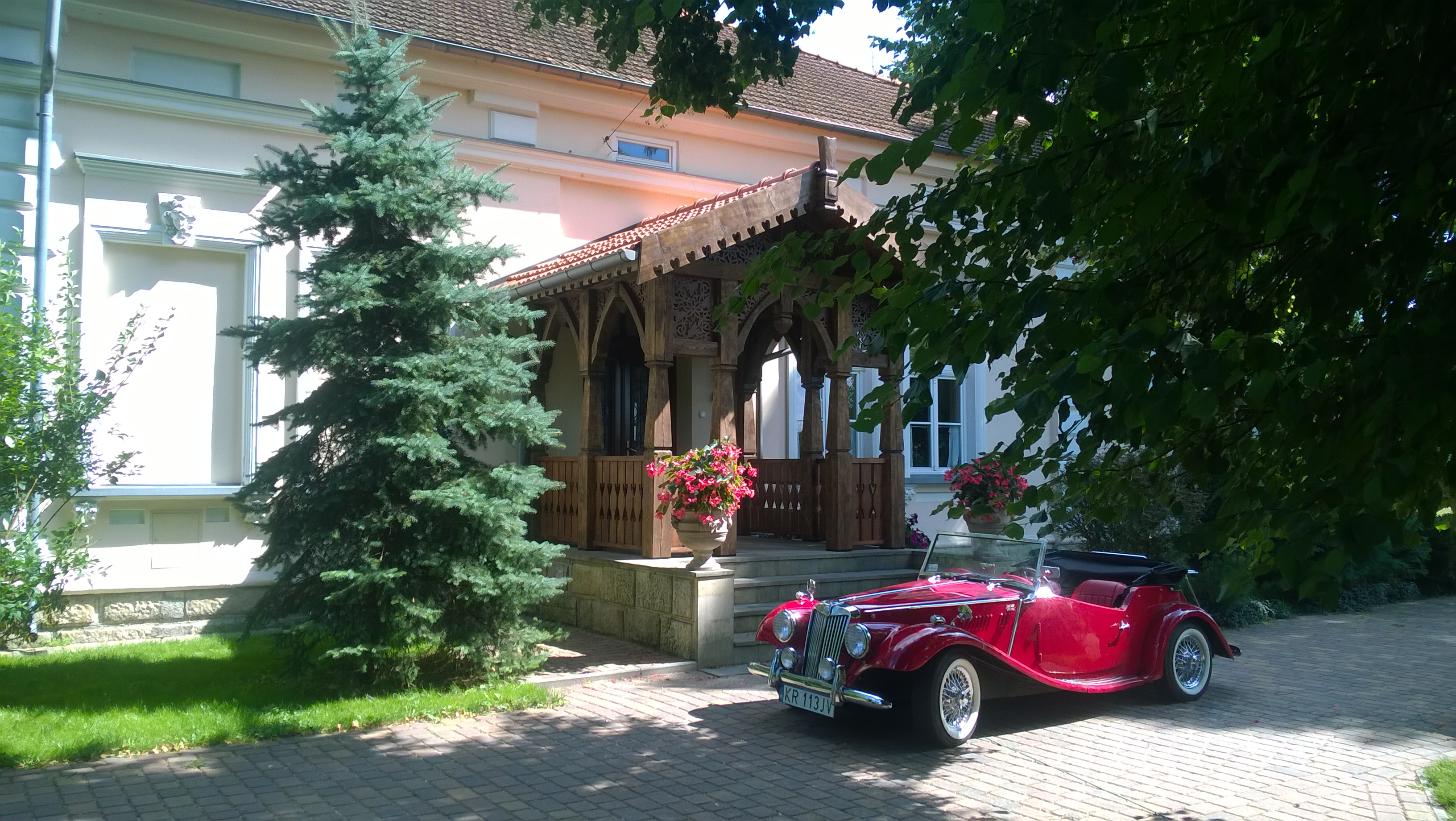
Dworek Kaczorówka